# M/S Titanic II
M/S Titanic II är ett oceangående linjefartyg som konstrueras i Kina av CSC Jinling Shipyard i Nanjing på beställning från den australiske miljardären Clive Palmer. Den 30 april 2012 meddelades det att Palmer hade bildat ett företag vid namn Blue Star Line Pty Ltd och av varvet CSC Jinling Shipyard beställt ett skepp som skulle efterlikna RMS Titanic. Fartyget ska dock utrustas med modern teknik och säkerhetssystem.

## Jungfrufärden
Fartygets jungfrufärd planerades ursprungligen att äga rum under 2016, men blev senare uppskjuten till 2018, för att senare bli uppskjuten till 2022 och sedan till 2027. Efter jungfrufärden från Dubai kommer Titanic II att åka vidare mot New York, och därefter trafikera Southampton – New York, likt originalet RMS Titanic.

## Skeppets konstruktion
Skeppets bruttotonnage beräknas till 56 000 GT, ungefär 10 000 GT mer än originalet.

### Jämförelse med RMSTitanic
Skeppet är konstruerat att efterlikna Titanics interiör och exteriör i så stor utsträckning som möjligt, men idag finns dock säkerhetsföreskrifter som tvingar rederiet att göra vissa ändringar i konstruktionen. Titanic II kommer dels att vara ett par meter bredare än originalet för ökad stabilitet, och ett extra säkerhetsdäck med fler livbåtar planeras. Det gör att Titanic II kommer att ha 10 däck, istället för 9 som originalet hade. En bulbstäv under vattenlinjen i fören är något som inte Titanic hade. Ett större roder och bogpropellrar planeras också på replikan, eftersom Titanics lilla roder i förhållande till skeppets storlek blev utpekat som ett skäl till att skeppet hade svårt att väja för isberget.